# Grupo alpino

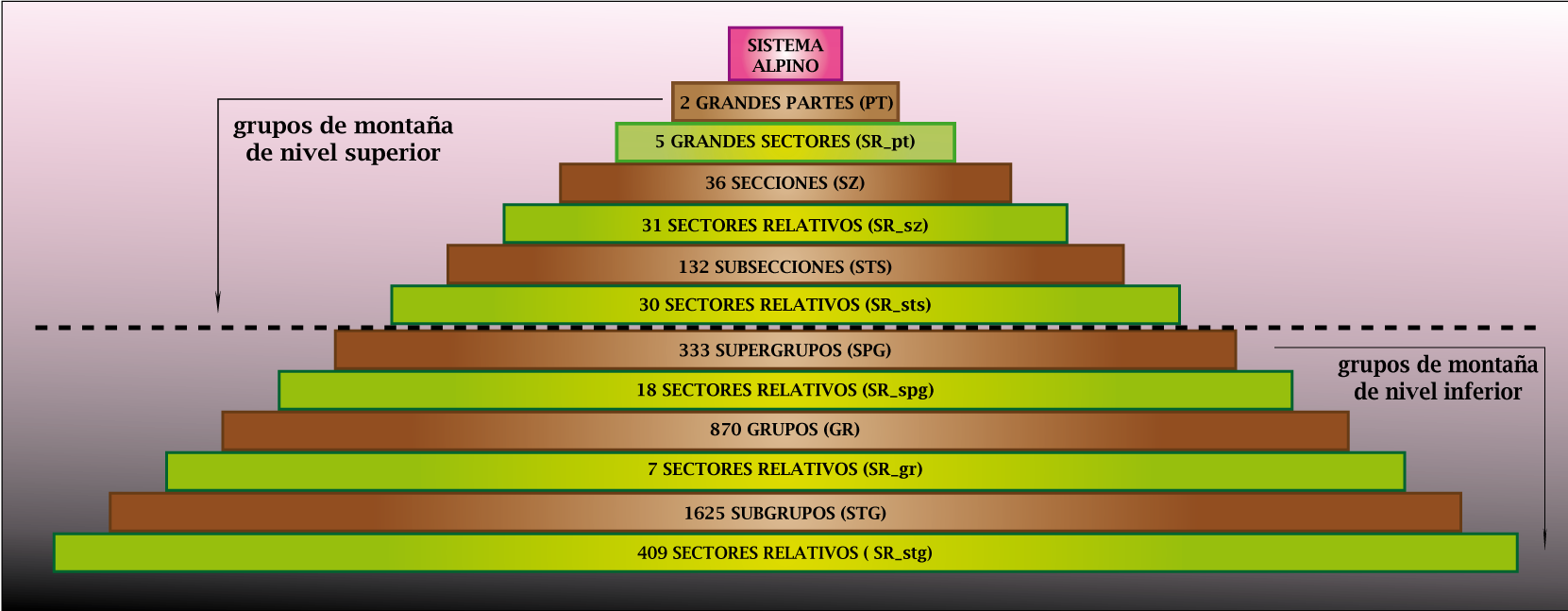
Pirâmide SOIUSA, subdivisão segundo a SOIUSA

Por grupo alpino entende-se uma subdivisão do Maciço Alpino que segundo a Subdivisão Orográfica Internacional Unificada do Sistema Alpino (SOIUSA) se divide em :
- 5 Grandes setores alpinos (SR) - IT:sezioni
- 132 Subsecções alpinas (STS) - IT: sottosezioni
- 333 Supergrupo alpino (SPG) - IT: supergruppi
- 870 Grupos alpinos (GR) - IT: gruppi
- 1625 Subgrupos alpinos (STG) - IT: sottogruppi